# GcMAF
GcMAF (o, in lingua inglese, Gc protein-derived macrophage activating factor) è una proteina che produce una modifica della vitamin D-binding protein.

## Controversia sull'uso terapeutico
La proteina è stata al centro di una controversia scientifica. A partire dal 2008, alcuni studi ne avevano sostenuto l'efficacia come agente antitumorale, ma anche come agente contro altre patologie di natura disparata, tra cui l'autismo, e l'infezione da HIV (che causa l'AIDS). I problemi emersi in tali studi hanno smentito la validità e l'efficacia di tali indicazioni terapeutiche e tre pubblicazioni sono state ritirate. Diverse organizzazioni, come il Cancer Research britannico, hanno emesso avvisi pubblici per comunicare l'insussistenza di qualsiasi prova scientifica in favore dell'efficacia terapeutica di questa proteina.